# サンドラ・ガル
サンドラ・ガル（Sandra Gal、1985年5月9日 -　）は、ドイツデュッセルドルフ出身の女子プロゴルファー。

## 経歴
2003年、ドイツナショナル選手権で優勝した。その後、LPGAツアーに参戦、2011年3月のキア・クラシックで初優勝した。
2012年の全米女子オープンでは3位に入った。